# Siepersbever
Siepersbever, früher auch nur Bever, ist eine Hofschaft in Hückeswagen im Oberbergischen Kreis im Regierungsbezirk Köln in Nordrhein-Westfalen (Deutschland).

## Lage und Beschreibung
Siepersbever liegt im nordöstlichen Hückeswagen unmittelbar an der Stadtgrenze zu Radevormwald, die Kreisstraße K11 trennt die Hofschaft von der Bevertalsperre. Bei Siepersbever befindet sich die Scheuerbach-Vorsperre der Bevertalsperre.
Nachbarorte sind Eckenhausen, Neuenherweg, Heinhausen, Niederdahlhausen, Scheuer, Zipshausen auf Hückeswaegner und Lichteneichen, Stoote und Stooter Mühle auf Radevormwalder Stadtgebiet. Abgegangen sind Girkenhausen, Platzhausen und Brechen.

## Geschichte
Die Karte Topographia Ducatus Montani aus dem Jahre 1715 zeigt zwei Höfe und bezeichnet sie mit „Bever“. Die Topographische Aufnahme der Rheinlande von 1825 zeigt auf umgrenztem Hofraum fünf getrennt voneinander liegende Grundrisse und bezeichnet diese mit „Bever“. In der Preußischen Uraufnahme von 1840 bis 1844 wird die Schreibweise „Bewer“ verwendet. Ab der topografischen Karte von 1894 bis 1896 lautet der Ortsname Siepersbever. Im 18. Jahrhundert gehörte der Ort zum bergischen Amt Bornefeld-Hückeswagen.
1815/16 lebten 19 Einwohner im Ort. 1832 gehörte Siepersbever der Herdingsfelder Honschaft an, die ein Teil der Hückeswagener Außenbürgerschaft innerhalb der Bürgermeisterei Hückeswagen war. Der laut der Statistik und Topographie des Regierungsbezirks Düsseldorf als Weiler kategorisierte Ort besaß zu dieser Zeit zwei Wohnhäuser und drei landwirtschaftliche Gebäude. Zu dieser Zeit lebten 18 Einwohner im Ort, allesamt evangelischen Glaubens.
Im Gemeindelexikon für die Provinz Rheinland werden 1885 vier Wohnhäuser mit 34 Einwohnern angegeben. Der Ort gehörte zu dieser Zeit zur Landgemeinde Neuhückeswagen innerhalb des Kreises Lennep. 1895 hat der Ort drei Wohnhäuser mit 23 Einwohnern, 1905 drei Wohnhäuser und 16 Einwohner.

## Wander- und Radwege
Folgende Wanderwege führen durch den Ort:
- Die SGV-Hauptwanderstrecke X7 (Residenzenweg) von Arnsberg nach Düsseldorf-Gerresheim
- Die SGV-Hauptwanderstrecke X28 (Graf-Engelbert-Weg) von Hattingen nach Schladern/Sieg